# ヘーリンゲン (ヴェラ)
ヘーリンゲン (ヴェラ) (ドイツ語: Heringen (Werra), ドイツ語発音: [ˈheːrɪŋən ˈvɛra])はドイツ連邦共和国ヘッセン州カッセル行政管区のヘルスフェルト＝ローテンブルク郡に属す小都市である。本市はテューリンゲン州との州境に位置している。最寄りの大きな都市としては、北東のバート・ヘルスフェルト (28 km)、北のカッセル (80 km) がある。

## 地理

### 位置
本市はヴェラ川沿いに位置しており、テューリンゲンの森、ゾイリングスヴァルトやフォルダーレーン山地のそれぞれの支脈に囲まれている。
最低地点は、ヴェラ川沿いの草地の海抜 210 m 地点、最高地点はレーンベルクの海抜 471 m である。

### 隣接する市町村
本市は、北から時計回りに以下の市町村と境を接している: ヴィルデック（ヘルスフェルト＝ローテンブルク郡）、グローセンゼー、ダンクマールスハウゼン、ディッパハ、ベルカ/ヴェラ（以上4市町村はテューリンゲン州ヴァルトブルク郡）、フィリップスタール (ヴェラ)、フリーデヴァルト（ともにヘルスフェルト＝ローテンブルク郡）。

### 市の構成
本市は、ヘーリンゲン中核市区の他、ベンゲンドルフ、ヘルファ、クライネンゼー、ライムバッハ、レンガース、ヴィッダースハウゼン、ヴェルファースハウゼンの各市区からなる。

## 歴史
ヘーリンゲン集落は1153年に初めて文献に記録されている。1170年頃にフルダ修道院はハインリヒ・フォン・ヘーリンゲンにこの村をレーエンとして与えた。ゲリヒト・ヘーリンゲン（裁判区を基盤とした行政区）は、現在の市域の他に、ハルンローデ（現在はフィリップスタールの一部）や現在はテューリンゲン州に属すヴィッツェローデ、ガステローダ、アプテローダを含んでいた。後三者は現在ベルカ/ヴェラ市に含まれている。1432年にマルガレーテ・フォン・ヘーリンゲンはこのゲリヒト・ヘーリンゲンをヘッセン方伯に売却した。これによりヘーリンゲンはヘッセン方伯領となり、アムト・フリーデヴァルトに属した。ハルンローデと廃村ガイダーシュタットだけはヘルスフェルト修道院のクロイツベルク代官区に属したが、村の統治はアムト・フリーデヴァルトに委託された。1526年ヘーリンゲン村に市場開催権が授けられた。
ナポレオンのヴェストファーレン王国時代（1807年 - 1813年）にヘーリンゲンはヘーリンゲン小郡の主邑となり、治安裁判所の所在地となった。
1893年、ヴェラ川沿いで初めてカリウムについての記述が確認される。1894年にはボーリングが行われ、深さ 470 m に幅 2 - 3 m のカリウム層が見つかった。また、60 m から 70 m の深さにももう一つの厚い層が見られた。1903年に採掘を始めたヴィンタースハル・カリ工場（現在の K+S AG）の設立によって、この町に初めて工業系の職場がもたらされた。その後、ノイ＝ヘーリンゲンおよびヘルファ＝ノイローデ・カリ鉱業も開業した。第二次世界大戦末期に、ヘーリンガー鉱山の坑道に国家特許庁や Wehrgeologenstelle の図書館が疎開していた。後者の図書館は現在、アメリカ合衆国地質調査所図書館の一部となっており、「ヘーリンゲン・コレクション」と名付けられている。ヘルファ＝ノイローデには、1972年に世界最初で、最大の地下特殊塵芥処理場が設けられた。これは現在まで K+S が運営している。
この鉱山は現在、世界最大のカリ採掘地域であり、ミュンヘン大都市圏の面積に匹敵する。その面積は約 312 km2 である。
ヘーリンゲンは1977年3月8日にヘッセン州当局から都市権を与えられた。

### 市町村合併
1968年9月15日、それまで独立した町村であったヴェルファースハウゼンが合併した。1970年12月31日にはレンガースがこれに加わった。ベンゲンドルフとライムバッハは1971年12月31日にこれに続いた。1972年8月1日には、ヘルファ、クライネンゼー、ヴィッダースハウゼンの一連の合併が行われた。

### 人口推移
| 市区                   | 人口（人） | 人口（人） | 人口（人） | 人口（人） | 人口（人） | 人口（人） | 人口（人） | 人口（人） | 人口（人） | 人口（人） | 人口（人） | 人口（人） | 人口（人） |
| 市区                   | 1998年     | 1999年     | 2000年     | 2001年     | 2002年     | 2003年     | 2004年     | 2005年     | 2006年     | 2007年     | 2008年     | 2009年     | 2012年     |
| ---------------------- | ---------- | ---------- | ---------- | ---------- | ---------- | ---------- | ---------- | ---------- | ---------- | ---------- | ---------- | ---------- | ---------- |
| ヘーリンゲン           | 3,402      | 3,558      | 3,637      | 3,631      | 3,603      | 3,623      | 3,594      | 3,604      | 3,607      | 3,525      | 3,516      | 3,501      | 3,308      |
| ベンゲンドルフ         | 69         | 68         | 68         | 68         | 70         | 72         | 72         | 72         | 73         | 56         | 52         | 51         | 59         |
| ヘルファ               | 836        | 880        | 869        | 867        | 853        | 838        | 814        | 798        | 802        | 802        | 779        | 769        | 753        |
| ライムバッハ           | 471        | 488        | 511        | 512        | 522        | 504        | 503        | 503        | 501        | 514        | 508        | 494        | 488        |
| レンガース             | 1,019      | 1,092      | 1,072      | 1,072      | 1,071      | 1,061      | 1,024      | 1,003      | 1,012      | 990        | 970        | 957        | 931        |
| クライネンゼー         | 655        | 726        | 722        | 722        | 726        | 724        | 729        | 721        | 720        | 704        | 710        | 701        | 667        |
| ヴィダースハウゼン     | 1,140      | 1,204      | 1,190      | 1,190      | 1,203      | 1,193      | 1,166      | 1,181      | 1,182      | 1,127      | 1,111      | 1,101      | 1,051      |
| ヴェルファースハウゼン | 1,091      | 1,150      | 1,139      | 1,137      | 1,117      | 1,101      | 1,117      | 1,093      | 1,088      | 1,098      | 1,087      | 1,086      | 1,051      |
| 合計                   | 8,683      | 9,166      | 9,208      | 9,199      | 9,165      | 9,116      | 9,019      | 8,975      | 8,985      | 8,816      | 8,733      | 8,660      | 8,308      |

## 行政

### 市議会
ヘーリングの市議会は31議席からなる。

### 首長
ダニエル・イリーフは、2016年に決選投票で 53.4 % の票を獲得して、当時現職だったハンス・リースに勝利して新たな市長に選出された。

### 紋章
図柄: 青地で、向かって右上から左下に斜めに銀の波帯。向かって左上は斜めに配された銀のハンマーとたがね、向かって右下は3匹の銀の魚。
解説: 斜め帯はヴェラ川を表している。3匹の魚はヘーリンゲン家の紋章に由来する。ハンマーとたがねは、伝統的な坑夫の象徴である。この意匠は、1世紀以上にわたるカリウム塩採掘の歴史に鑑み、2003年に紋章に採用された。

### 姉妹都市
ヘーリンゲンは以下の都市と姉妹都市関係にある
- ロンバ（フランス語版、英語版）（フランス、モーゼル県）
- ヘーリンゲン/ヘルメ（ドイツ語版、英語版）（ドイツ、テューリンゲン州）2007年
- オドラヌフ（ポーランド語版、英語版）（ポーランド、ヴィエルコポルスカ県）2007年

## 文化と見所

### 博物館
- ヴェラ＝カリ鉱業博物館[9]

### 建造物

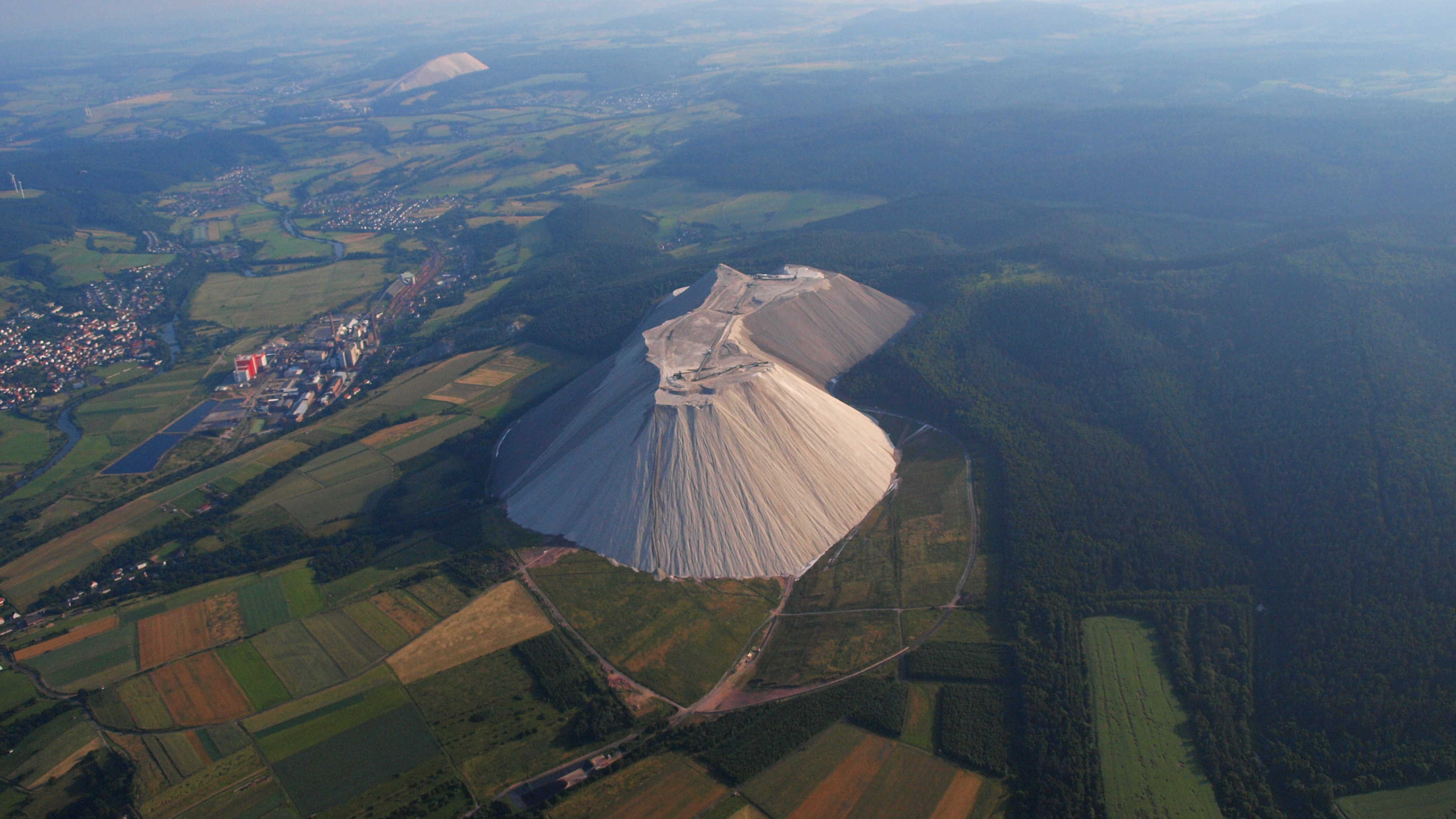
ヘーリンゲンの象徴「モンテ・カリ」

- 岩塩のボタ山「モンテ・カリ」（ヘーリンゲンの「象徴」である）
- ヴァルタース教会の教会跡（おそらく15世紀に放棄されたヴァルトラーデベルク村）
- ボーデスルー記念碑（元々はドイツ分割を悔悟するために建設された塔施設）
- ヴルテイウス騎士館の後継建造物
- ホルンスベルク城 - シュタウフェン朝時代にテューリンゲンとの領邦境界に建設された。現在はわずかな遺構だけが遺る

### 公園
- ロールラッヒェとゾイリングス湖（ヴェラ川河畔の湿地ビオトープ）
- ヘルファ森林植物庭園

- ボーデスルー記念碑
- ゾイリングス湖自然保護区

### 年中行事
- 週の市（木曜日の日中）
- モートルラート＝グラスバーンレネン（草地のコースのオートバイレース、毎年8月第2週末）

## 経済と社会資本

### 交通
ヘーリンゲンは、いくつかの州道で広域交通網に接続している。これらは、街の南西を通る連邦道 B62号線に接続し、さらにこれを経由して連邦アウトバーン A4号線に至る。
公共旅客近郊交通としては、ÜWAG Bus GmbH によりバス路線 330番と331番が運行されている。
鉄道ゲルシュトゥンゲン - ファッハ線の旅客運行は1981年に廃止された。ゲルシュトゥンゲンとヴィンタースハレ市区および K+S カリ GmbHのヴェラ工場があるハットルフとの間の貨物運行のみが行われている。ヘーリンゲン駅は1904年にカリ工場の需要に応じて設けられた。それ以前は、製品は馬車でゲルシュトゥンゲン駅まで運ばれていた。第二次世界大戦までは、高い輸送需要に応えるためヴェラ川の水運も考慮されていた。このため1930年代にはヘーリンゲンに港の建設が計画された。

### 研究/開発
ヘーリンゲンでは1970年代半ばから、静電的塩分離施設 (ESTA) の発明が初めて実現し、さらなる発展がなされた。ドイツのカリ鉱山ではかつての鉱山監督官アルノ・ジンゲヴァルトの研究や発明に基づき、採掘された塩の、完全に新しく環境を破壊しない分離調整が行われている。採掘された状態の塩（粗塩）から、様々な塩の構成物を分離するのに、現在では液体中の比重の違いを利用すること（浮遊選鉱）は行われておらず、様々な塩分画の静電特性を利用して電場を分割、ソートすることが行われている。ESTAによって塩を含んだ排水を防ぐことができた。ヴェラ川沿いのカリ鉱山内に設けられたこの施設は、これにより、かつては（DDR-カリ工場によって）完全に塩水となった川に再び生物が戻ってきたことを確認した。ESTA法の採用したことで、この施設は粗塩から回収不可能な分画を蓄積させるための大きなボタ山を形成することとなった。1976年に始まったボタ山の蓄積は、採掘量の約 60 % から 70 % に及んだ。

### 地元企業

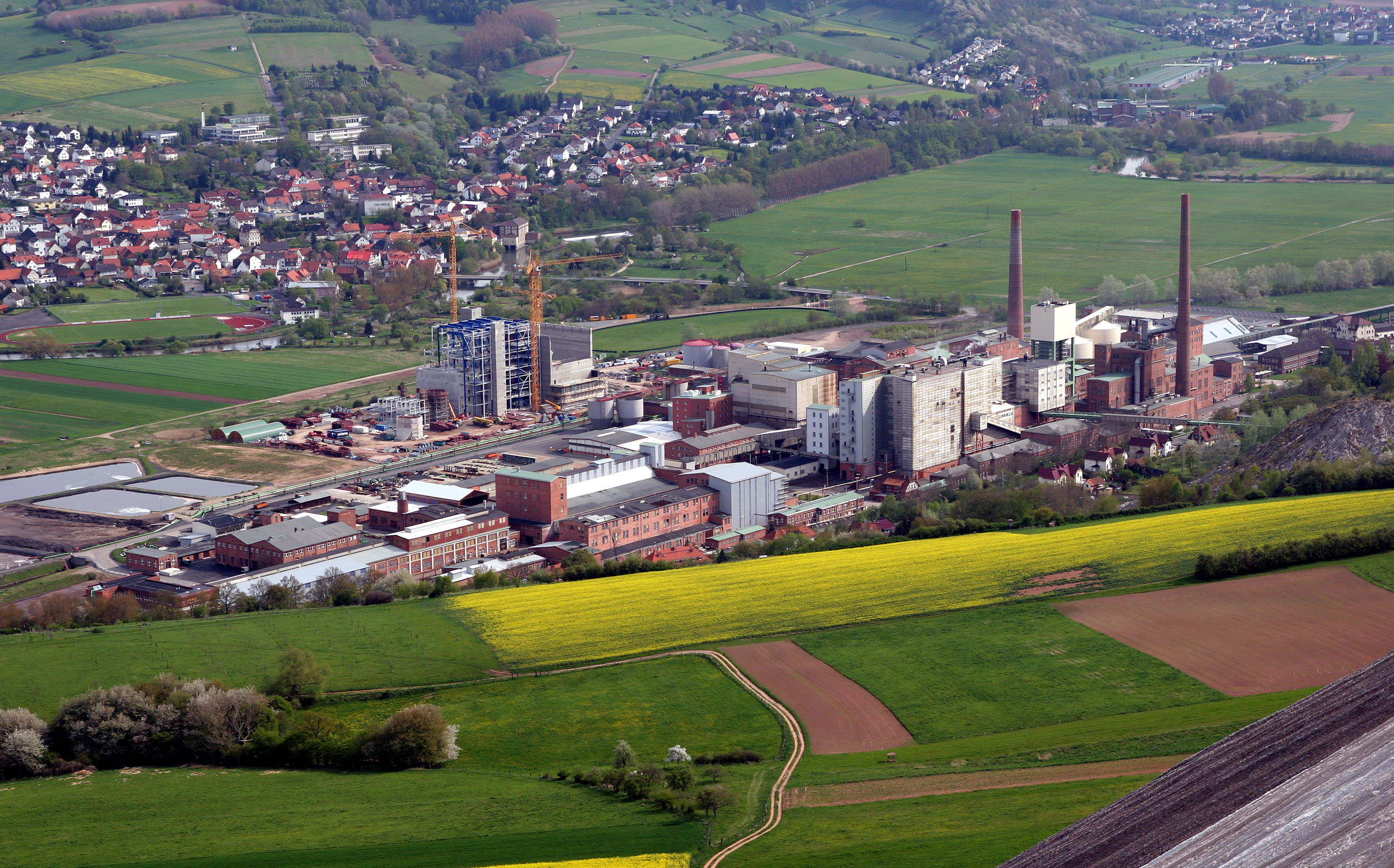
K+S カリ GmbH

- K+S カリ GmbH - カリ鉱山（郡内最大の雇用主）
- シュヴァーベンハウス GmbH + Co. KH - プレハブ住宅工場
- メッサー・インドゥストリーモンタージェン & アパラーテバウ GmbH - 配管及び特殊鋼製造
- EEW エナジー・フロム・ウェイスト - ゴミ焼却施設

## 人物

### 出身者
- ウーヴェ・バイン（1960年 - ）サッカー選手
- ミヒャエル・ロート（ドイツ語版、英語版）（1970年 - ）政治家。ドイツ連邦議会議員。2013年12月から第3次メルケル内閣、第4次メルケル内閣で外務副大臣（ヨーロッパ担当）を務める。

## 訳注
1. ↑  Hering はドイツ語で「ニシン」を意味する